# Boana ornatissima
Boana ornatissima é uma espécie de anfíbio da família Hylidae. Pode ser encontrada no Brasil, Colômbia, Venezuela, Guiana, Suriname e Guiana Francesa.